# Turraea pellegriniana
Turraea pellegriniana är en tvåhjärtbladig växtart som beskrevs av Ronald William John Keay. Turraea pellegriniana ingår i släktet Turraea och familjen Meliaceae. Inga underarter finns listade i Catalogue of Life.